# Мижуев, Павел Григорьевич
Павел Григорьевич Мижуев (1861—1932) — русский советский педагог, публицист, социолог. Автор ряда произведений по истории Европы, США, Канады и Австралии; составитель учебников французского языка.

## Биография
Родился 16 (28) февраля 1861 года в Севастополе. Образование получил в Морском училище.
До 1885 года – офицер флота. Выйдя в отставку стал преподавать французский язык в 6-й Санкт-Петербургской гимназии. Женился 3 июня 1891 года на дочери коллежского асессора Ольге Максимовне Антонович.
В 1896—1899 годах преподавал в Педагогической академии. В 1902—1928 годах был главным библиотекарем библиотеки Санкт-Петербургского Технологического института, в котором также преподавал французский язык. Одновременно, в 1915—1919 годах преподавал в Психоневрологическом институте, до своего ареста 4 сентября 1919 года — вместе с группой профессуры петроградских и московских университетов. Был освобождён и вновь арестован органами ГПУ 1 сентября 1920 года как член партии кадетов; был освобожден 21 сентября того же года. 
С 1923 года был научным сотрудником старшего разряда в Правовом научно-исследовательском институте.
В Петроградском университете преподавал с 1918 года: сначала в качестве приват-доцента кафедры всеобщей истории	историко-филологического факультета (курс «История англосаксонского мира в XIX и XX вв.») и кафедры истории Востока факультета восточных языков (курс «История Индии под владычеством англичан»); с 1919 года преподаватель ФОН — кафедры истории внеевропейских стран историко-филологического отделения и кафедры государственного права юридического отделения; в 1921—1923 годах был профессором общественно-педагогического и правового отделений.
Последняя публикация П. Г. Мижуева датируется 1929 годом. Умер в 1932 году в Севастополе.